# 松讷贝格
松讷贝格（發音：[ˈzɔnəˌbɛʁk] ⓘ）是德国图林根州松讷贝格县的城市，也是松讷贝格县的县治，面积84.69平方千米，2023年12月31日人口为23,435人。2013年12月31日，市镇伦施泰格地区奥伯兰并入松讷贝格。